# Метаморфозата
„Метаморфозата“ (немски: Die Verwandlung) е новела от големия немскоезичен писател Франц Кафка. За първи път е публикувана през 1915 година. Една от най-известните творби на Кафка. Разказва за търговеца Грегор Замза, който се събужда една сутрин и вижда, че се е превърнал в огромно насекомо. В попкултурата и адаптациите на новелата насекомото е пресъздадено като хлебарка. Със своите около 70 страници и три глави, творбата е смятана за най-дългата завършена и публикувана от автора приживе. Първо е публикувана в Die weißen Blätter под редакторството на Рене Шикел. За пръв път влиза в книга през декември 1915 под редакторството на Курт Лулф.